# Carex longhiensis
Carex longhiensis är en halvgräsart som beskrevs av Adrien René Franchet. Carex longhiensis ingår i släktet starrar, och familjen halvgräs. Inga underarter finns listade i Catalogue of Life.